# Mgebrow-Benz
Mgebrow-Benz – skonstruowany w 1916 roku przez kapitana Mgebrowa samochód pancerny wykorzystujący podwozie samochodu firmy Benz & Cie. Podobnie jak wcześniejszy Mgebrow-Renault pojazd ten miał charakterystyczne, silnie pochylone płyty pancerza dzięki czemu miał charakteryzować się duża odpornością na ostrzał z broni strzeleckiej. Śmierć konstruktora w kilka dni po ukończeniu prototypu spowodowała, że pojazd nie trafił do produkcji seryjnej.